# André Genet
Pour les articles homonymes, voir Genet.
André Genet, né le 11 novembre 1914 à Lyon et mort pour la France le 5 février 1945 à Châtenois, est un militaire français, Compagnon de la Libération. Jeune médecin mobilisé au début de la seconde guerre mondiale, il décide de se rallier à la France libre en 1940 et participe aux combats en Afrique et en Italie puis prend part à la libération de la France au cours de laquelle il est tué au combat.

## Biographie

### Jeunesse et engagement
Fils d'ophtalmologiste, André Genet naît le 11 novembre 1914 à Lyon. Suivant les traces paternelles, il étudie à la faculté de médecine de Lyon et devient externe des hôpitaux.

### Seconde Guerre mondiale
Mobilisé en 1939 au moment du déclenchement de la seconde guerre mondiale avec le grade d'aspirant-médecin auxiliaire, il est affecté au printemps 1940 au 6e bataillon de chasseurs alpins (6e BCA) avec lequel il participe à la campagne de Norvège. De retour de Scandinavie, le 6e BCA s'arrête en Angleterre où il apprend l'armistice du 22 juin 1940. Désireux de poursuivre la lutte, André Genet se rallie à la France libre le 1er juillet 1940 et, engagé dans les forces françaises libres, est affecté au bataillon de chasseurs de Camberley. Promu médecin-sous-lieutenant, il est muté à la 13e demi-brigade de légion étrangère (13e DBLE) en octobre 1940 et y exerce la fonction de médecin-chef du 1er bataillon. Au début de l'année 1941, il prend part à la campagne d'Érythrée et participe à la bataille de Keren.
Promu médecin-lieutenant en août 1941, il passe du 1er au 3e bataillon de la 13e DBLE, toujours en tant que médecin-chef. Il participe à la guerre du désert en Libye et est blessé par balle au bras dans la nuit du 10 au 11 juin 1942 lors de la bataille de Bir Hakeim. Passé au 2e bataillon en décembre 1942, il est promu médecin-capitaine en mai 1943 est engagé dans la campagne de Tunisie. Le 19 avril 1944, au sein de la 1re division françaises libre (1re DFL) dans laquelle a été intégrée la 13e DBLE, il débarque à Naples et prend part à la campagne d'Italie. Il débarque en Provence le 29 août 1944, et participe à la libération de la France.
Le 23 janvier 1945, au cours de la bataille d'Alsace, André Genet participe sous le feu ennemi au brancardage des hommes blessés lors des combats de Illhaeusern. Grièvement blessé par un éclat d'obus, il est évacué à Châtenois où il est hospitalisé à l'hôpital complémentaire no 3. Il y meurt des suites de ses blessures le 5 février 1945. D'abord inhumé au cimetière militaire provisoire de Châtenois, il est ensuite ré-inhumé à Ceyzérieu, dans l'Ain.

## Décorations
|  |  |  |  |  |  |
|  |  |  |  |  |  |

| Chevalier de la Légion d'honneur | Chevalier de la Légion d'honneur | Chevalier de la Légion d'honneur | Compagnon de la Libération Par décret du 2 juin 1943 | Compagnon de la Libération Par décret du 2 juin 1943 | Compagnon de la Libération Par décret du 2 juin 1943 | Croix de guerre 1939-1945                                           | Croix de guerre 1939-1945                                           | Croix de guerre 1939-1945                                           |                                                                     |                                                                     |                                                                     |
| Médaille des blessés de guerre   | Médaille des blessés de guerre   | Médaille des blessés de guerre   | Médaille des blessés de guerre                       | Médaille des blessés de guerre                       | Médaille des blessés de guerre                       | Médaille coloniale Avec agrafes "Érythrée", "Libye" et "Bir Hakeim" | Médaille coloniale Avec agrafes "Érythrée", "Libye" et "Bir Hakeim" | Médaille coloniale Avec agrafes "Érythrée", "Libye" et "Bir Hakeim" | Médaille coloniale Avec agrafes "Érythrée", "Libye" et "Bir Hakeim" | Médaille coloniale Avec agrafes "Érythrée", "Libye" et "Bir Hakeim" | Médaille coloniale Avec agrafes "Érythrée", "Libye" et "Bir Hakeim" |

## Hommages
- La promotion 2016 de l'école de santé des armées a été baptisée en son honneur[6],[7],[8].
- À Trèves, son nom a été donné à un hôpital militaire des forces françaises en Allemagne[9].
- À Lyon, son nom est inscrit sur une plaque commémorative dans une cour de l'Hôtel-Dieu[10].
- À Ceyzérieu, son nom est inscrit sur le monument aux Morts de la commune[11].
- À Puyloubier, son nom est inscrit sur le monument aux Morts du carré des légionnaires dans le cimetière communal[12].
- À Paris, son nom est inscrit sur une plaque commémorative à la faculté de médecine Paris-Descartes[13].